# Arturo Bonucci (1894-1964)
Arturo Bonucci (Sr.) (Roma, 19 aprile 1894 – Roma, 11 gennaio 1964) è stato un violoncellista italiano.

## Biografia
Allievo di Francesco Serato (1843-1919) presso il Conservatorio Giovanni Battista Martini di Bologna, fu più tardi insegnante presso lo stesso conservatorio. In seguito ottenne la cattedra di violoncello all'Accademia Musicale Chigiana di Siena dove rimase dal 1934 al 1943. Sposò la violinista Pina Carmirelli. Due dei suoi nipoti, il violoncellista Arturo Bonucci e il violinista Rodolfo Bonucci, seguirono la tradizione musicale familiare.

## Attività
Svolse la carriera concertistica sia come solista, sia in formazioni da camera quali:
- il Trio Italiano con Alfredo Casella al pianoforte e Alberto Poltronieri al violino (1930)
- il Quintetto Boccherini, di cui fu fondatore, (con Arrigo Pelliccia e Guido Mozzato al violino, Luigi Sagrati e Renzo Sabatini alla viola e Nerio Brunelli come secondo violoncello)
- il Quartetto Carmirelli con Pina Carmirelli e Montserrat Cervera (violini), Luigi Sagrati (viola) (1954)[1]